# Callithomia ferra
Callithomia ferra är en fjärilsart som beskrevs av Prüffer 1922. Callithomia ferra ingår i släktet Callithomia och familjen praktfjärilar. Inga underarter finns listade i Catalogue of Life.